# 1986-os síkvízi kajak-kenu világbajnokság
Az 1986-os síkvízi kajak-kenu világbajnokságot a kanadai Montréalban rendezték 1986-ben. Ez a huszadik kajak-kenu világbajnokság volt. A magyar csapat az éremtáblázaton az első helyezést érte el összesítésben.

## Éremtáblázat
*   Rendező
  *   Magyarország
| Helyezés | Ország             | Arany | Ezüst | Bronz | Összesen |
| -------- | ------------------ | ----- | ----- | ----- | -------- |
| 1.       | Magyarország       | 7     | 3     | 1     | 11       |
| 2.       | Románia            | 3     | 3     | 2     | 8        |
| 3.       | NDK                | 2     | 3     | 2     | 7        |
| 4.       | Egyesült Királyság | 2     | 0     | 0     | 2        |
| 5.       | Szovjetunió        | 1     | 6     | 3     | 10       |
| 6.       | Lengyelország      | 1     | 1     | 1     | 3        |
| 7.       | Bulgária           | 1     | 0     | 2     | 3        |
| 7.       | NSZK               | 1     | 0     | 2     | 3        |
| 9.       | Franciaország      | 0     | 1     | 1     | 2        |
| 9.       | Jugoszlávia        | 0     | 1     | 1     | 2        |
| 11.      | Dánia              | 0     | 0     | 2     | 2        |
| 12.      | Ausztrália         | 0     | 0     | 1     | 1        |
| Összesen | Összesen           | 18    | 18    | 18    | 54       |

## Eredmények

### Férfiak

#### Kenu
| Versenyszám | Arany                                            | Arany    | Ezüst                                                       | Ezüst    | Bronz                                         | Bronz    |
| ----------- | ------------------------------------------------ | -------- | ----------------------------------------------------------- | -------- | --------------------------------------------- | -------- |
| C1 500 m    | Olaf Heukrodt · NDK                              | 1:58,43  | Aurel Macarencu · Románia                                   | 1:59,60  | Nikolaj Buhalov · Bulgária                    | 1:59,95  |
| C1 1000 m   | Aurel Macarencu · Románia                        | 3:55,78  | Ivans Klementjevs · Szovjetunió                             | 3:56,58  | Ivan Šabjan · Jugoszlávia                     | 4:00,11  |
| C1 10 000 m | Aurel Macarencu · Románia                        | 48:29,28 | Ivan Šabjan · Jugoszlávia                                   | 48:38,68 | Didier Hoyer · Franciaország                  | 48:42,18 |
| C2 500 m    | Sarusi Kis János · Vaskuti István · Magyarország | 1:49,36  | Viktor Renyejszkij · Alekszandr Kalinyicsenko · Szovjetunió | 1:49,44  | Ulrich Papke · Ingo Spelly · NDK              | 1:50,16  |
| C2 1000 m   | Sarusi Kis János · Vaskuti István · Magyarország | 3:35,83  | Marek Łbik · Marek Dopierała · Lengyelország                | 3:37,61  | Wolfram Faust · Hartmut Faust · NSZK          | 3:38,36  |
| C2 10 000 m | Marek Łbik · Marek Dopierała · Lengyelország     | 44:14,87 | Dumitru Betiu · Vasile Lehaci · Románia                     | 44:16,29 | Arne Nielsson · Christian Frederiksen · Dánia | 44:20,07 |

#### Kajak
| Versenyszám | Arany                                                                                                 | Arany    | Ezüst                                                                                        | Ezüst    | Bronz                                                                                              | Bronz    |
| ----------- | --- | -------- | -------------------------------------------------------------------------------------------- | -------- | -------------------------------------------------------------------------------------------------- | -------- |
| K1 500 m    | Jeremy West · Egyesült Királyság                                                                      | 1:48,04  | Gyulay Zsolt · Magyarország                                                                  | 1:49,31  | Igor Nagajev · Szovjetunió                                                                         | 1:49,58  |
| K1 1000 m   | Jeremy West · Egyesült Királyság                                                                      | 3:37,60  | Csipes Ferenc · Magyarország                                                                 | 3:39,39  | Harry Nolte · NDK                                                                                  | 3:40,17  |
| K1 10 000 m | Csipes Ferenc · Magyarország                                                                          | 43:09,69 | Bernard Brégeon · Franciaország                                                              | 43:11,10 | Sztanyiszlav Borejko · Szovjetunió                                                                 | 43:11,23 |
| K2 500 m    | Reiner Scholl · Thomas Pfrang · NSZK                                                                  | 1:37,38  | Rajna András · Adrovicz Attila · Magyarország                                                | 1:37,77  | Viktor Puszev · Szergej Szuperata · Szovjetunió                                                    | 1:38,11  |
| K2 1000 m   | Daniel Stoian · Angelin Velea · Románia                                                               | 3:17,33  | André Wohllebe · Frank Fischer · NDK                                                         | 3:17,97  | Kerry Grant · Steve Wood · Ausztrália                                                              | 3:18,29  |
| K2 10 000 m | Kulcsár Gábor · Gindl László · Magyarország                                                           | 40:17,80 | Szergej Kornyejevec · Viktor Gyetkovszkij · Szovjetunió                                      | 40:18,43 | Daniel Stoian · Angelin Velea · Románia                                                            | 40.40,76 |
| K4 500 m    | Andreas Stähle · Frank Fischer · André Wohllebe · Jens Fiedler · NDK                                  | 1:29,26  | Olekszandr Motuzenko · Szerhij Kirszanov · Nikolaj Serseny · Viktor Gyenyiszov · Szovjetunió | 1:29,70  | Gilbert Schneider · Detlef Schmidt · Volker Kreutzer · Thomas Reineck · NSZK                       | 1.30,20  |
| K4 1000 m   | Csipes Ferenc · Gyulay Zsolt · Fidel László · Kovács Zoltán · Magyarország                            | 2:58,29  | Guido Behling · Hans-Jörg Bliesener · Jens Fiedler · Thomas Vaske · NDK                      | 2:59,16  | Robert Chwialkoski · Kazimierz Krzyżański · Grzegorz Krawców · Wojciech Kurpiewski · Lengyelország | 2:59,60  |
| K4 10 000 m | Nyikolaj Oszelegyec · Grigorij Medvegyev · Szergej Kiszeljov · Alekszandr Akunyisnyikov · Szovjetunió | 36:51,32 | Ionel Constantin · Nicolae Feodoset · Ionel Letcae · Alexandru Dulau · Románia               | 36:53,10 | Böjti Tibor · Helyi Tibor · Nieberl László · Petrovics Kálmán · Magyarország                       | 35:53,66 |

### Nők

#### Kajak
| Versenyszám | Arany                                                                 | Arany   | Ezüst                                                                                       | Ezüst   | Bronz                                                                      | Bronz   |
| ----------- | --------------------------------------------------------------------- | ------- | ------------------------------------------------------------------------------------------- | ------- | -------------------------------------------------------------------------- | ------- |
| K1 500 m    | Vanya Geseva · Bulgária                                               | 2:02,54 | Kathrin Giese · NDK                                                                         | 2:02,97 | Yvonne Knudsen · Dánia                                                     | 2:03,90 |
| K2 500 m    | Povázsán Katalin · Mészáros Erika · Magyarország                      | 1:50,46 | Nyelli Korbukova · Tatyjana Csiszlova · Szovjetunió                                         | 1:51,36 | Vanya Geseva · Diana Palijszka · Bulgária                                  | 1:51,94 |
| K4 500 m    | Géczi Erika · Mészáros Erika · Kőbán Rita · Rakusz Éva · Magyarország | 1:33,82 | Nyelli Korbukova · Andzsela Nadtocsajeva · Tatyjana Csiszlova · Olga Szlapnya · Szovjetunió | 1:35,42 | Tecia Borcaena · Luminata Munteanu · Marina Ciiucur · Anna Larie · Románia | 1:35,96 |

## A magyar csapat
Az 1986-os magyar vb keret tagjai:
| férfiak kajak | férfiak kajak                                           | férfiak kajak      |
| ------------- | ------------------------------------------------------- | ------------------ |
| K1 500 m      | Gyulay Zsolt                                            | Ezüstérem          |
| K2 500 m      | Rajna András Adrovicz Attila                            | Ezüstérem          |
| K4 500 m      | Gyulay Zsolt Fidel László Adrovicz Attila Kovács Zoltán | 5.                 |
| K1 1000 m     | Csipes Ferenc                                           | Ezüstérem          |
| K2 1000 m     | Hódosi Sándor Horváth Zsolt                             | nem jutott döntőbe |
| K4 1000 m     | Csipes Ferenc Gyulay Zsolt Fidel László Kovács Zoltán   | Aranyérem          |
| K1 10 000 m   | Csipes Ferenc                                           | Aranyérem          |
| K2 10 000 m   | Kulcsár Gábor Gindl László                              | Aranyérem          |
| K4 10 000 m   | Böjti Tibor Helyi Tibor Nieberl László Petrovics Kálmán | Bronzérem          |

| férfi kenu  | férfi kenu                      | férfi kenu |
| ----------- | ------------------------------- | ---------- |
| C1 500 m    | Szabó Attila                    | 4.         |
| C2 500 m    | Sarusi Kis János Vaskuti István | Aranyérem  |
| C1 1000 m   | Szabó Lajos                     | 5.         |
| C2 1000 m   | Sarusi Kis János Vaskuti István | Aranyérem  |
| C1 10 000 m | Lipták Attila                   | 7.         |
| C2 10 000 m | Sarusi Kis János Vaskuti István | 5.         |

| nők kajak | nők kajak                                        | nők kajak |
| --------- | ------------------------------------------------ | --------- |
| K1 500 m  | Gyulay Katalin                                   | 5.        |
| K2 500 m  | Povázsán Katalin Mészáros Erika                  | Aranyérem |
| K4 500 m  | Géczi Erika Mészáros Erika Kőbán Rita Rakusz Éva | Aranyérem |